# 17045 Markert
17045 Markert este un asteroid din centura principală de asteroizi.

## Descriere
17045 Markert este un asteroid din centura principală de asteroizi. A fost descoperit pe 22 martie 1999 la Mauna Kea de David J. Tholen. El prezintă o orbită caracterizată de o semiaxă mare de 2,43 ua, o excentricitate de 0,25 și o înclinație de 14,0° în raport cu ecliptica.